# Matthias Hattenberger
Matthias Hattenberger (* 30. November 1978 in München) ist ein ehemaliger österreichischer Fußballspieler.

## Karriere
Hattenberger begann seine Karriere beim FC Kufstein, bevor er 2003 vom SV Wörgl verpflichtet wurde. Anfang 2004 ging er für eine halbe Spielzeit zum FC Kärnten, wo er auch seinen ersten Bundesligaeinsatz verbuchen konnte, er kehrte dann aber wieder nach Wörgl zurück. Zur Saison 2005 / 2006 wechselte er zum FC Wacker Tirol, wo er drei Saisonen aktiv war. Nach dem Abstieg der Innsbrucker wechselte Hattenberger 2008 nach Wien zur Austria und war bei den „Veilchen“ Stammspieler. 2009 gewann er mit Austria den ÖFB-Cup.
Im Sommer 2010 gab der FK Austria Wien bekannt, den Vertrag mit Hattenberger nicht zu verlängern. Hattenberger wechselte zum SV Grödig, der zu dieser Zeit in der Ersten Liga spielte. Er blieb dort bis Juli 2011. Seine letzte Station führte ihn zum First Vienna FC 1894, wo der nach einem Jahr seine Karriere als Spieler beendete.
Hattenberger ist Rechtsfuß und wurde hauptsächlich im defensiven Mittelfeld eingesetzt. Sein Vater ist der frühere österreichische Nationalspieler Roland Hattenberger.
Hattenberger betreibt heute eine Trafik in Kufstein, die er von seinem Vater übernommen hatte.

## Erfolge
- Österreichischer Pokalsieger 2009